# Jean-Philippe Dehon
Pour les articles homonymes, voir Dehon.
Jean-Philippe Dehon, né le 6 avril 1956 à Sebourg, est un joueur de football français. Il évoluait au poste d'attaquant.

## Carrière
Jean-Philippe Dehon commence sa carrière professionnelle au FC Metz en 1972 ; il y reste jusqu'en 1979, disputant 131 matchs et inscrivant 14 buts. 
Il joue ensuite au Tours FC de 1979 à 1983. Avec cette équipe, il inscrit un triplé lors d'un match de Division 1 face au Racing Club de Lens en octobre 1982. Il évolue par la suite à l'Olympique de Marseille de 1983 à 1984. 
Il retourne ensuite au FC Metz de 1984 à 1985, avant de jouer au FC Bourges, club où il met un terme à sa carrière.

## Palmarès
- Vice-champion de France de Division 2 en 1980 avec le Tours FC et en 1984 avec l'Olympique de Marseille

## Statistiques
Au cours de sa carrière, Jean-Philippe Dehon dispute 208 matchs en Division 1 et 28 matchs en Division 2.